# Arno Bammé
Arno Bammé (* 28. Mai 1944 in Mährisch Schönberg) ist ein deutsch-österreichischer Soziologe und Didaktiker.

## Leben
Er studierte Volkswirtschaftslehre, Soziologie und Pädagogik an der FU Berlin. Nach mehrjähriger Tätigkeit in der Industrie arbeitete er als wissenschaftlicher Mitarbeiter an der TU-Berlin. Zwischenzeitlich war er einer der Mitgründer der Ökotopia GmbH im Mehringhof in Berlin. Das Ökotopia-Projekt versuchte, Bildungsressourcen für prekarisierte Menschen zu schaffen. Er war einer der Mitbegründer des interdisziplinären Forschungsinstitutes TESOF, welches Sozialwissenschaft mit Technik verband. Später arbeitete er an einem DFG-Projekt an der Universität Hamburg.
Im Jahr 1985 erhielt er den Ruf als ordentlicher Professor auf den Lehrstuhl für Didaktik der Weiterbildung und leitete bis 2012 das Institut für Technik- und Wissenschaftsforschung der Alpen-Adria-Universität Klagenfurt. Außerdem ist er Direktor des „Interdisziplinären Kollegs für Wissenschafts- und Technikforschung“ in Graz.
Ein Hauptarbeitsgebiet von ihm ist die Techniksoziologie. Er ist einer der Herausgeber der Buchreihe „Science, Technology & Innovation Studies“. Auch mit der Literaturgeschichte Nordfrieslands hat er sich intensiv befasst. Gemeinsam mit Thomas Steensen gibt er die Buchreihe „Nordfriesland im Roman“ heraus.
Seit 2011 leitet Bammé die Ferdinand-Tönnies-Arbeitsstelle in Klagenfurt und seit 2012 gibt er die Schriften von Ferdinand Tönnies heraus. 2018 erhielt er den Hans-Momsen-Preis. Seit 2020 fungiert er als Herausgeber wichtiger Schriften von Rudolf Goldscheid.

## Rezeption
Positive Resonanz erzielte sein 2004 erschienenes Buch Science Wars. Das Handelsblatt empfiehlt es als eine „überzeugende Analyse über den bedauerlichen Zustand der universitären Wissenschaft.“ Die Presse würdigte seinen Aufsatz Fetisch "Geld" über die Geldtheorie von Karl Marx und Georg Simmel, beiden sei es darum gegangen, die Geldtheorie in einem gesamtgesellschaftlichen Zusammenhang zu erklären, weshalb sie, in der heutigen Rezeption in diesem Bereich außen vor bleiben. Die Presse betonte die Versuchung, die „verblüffenden Gedanken von Karl Marx auf aktuelle Entwicklungstendenzen zu übertragen.“
Große Beachtung fand sein Werk Homo occidentalis. Die Neue Zürcher Zeitung würdigte vor allem, dass es Bammé, in Zeiten kurzer Aufsätze in „A-Journals“, unternahm, eine monumentale, annähernd 1000 Seiten umfassende Studie zu erstellen. Nach Bammé stünden drei wesentliche Zäsuren für das Verhältnis des Menschen zum Menschen in seiner Umwelt. Die erste sei der Sprung von der griechischen Mythologie zur Philosophie, die er etwa um 700 v. Chr. verordnet. Die zweite Zäsur sei die Unterwerfung der Natur unter die Technik, die sich einhergehend mit der industriellen Revolution in der frühen Neuzeit entwickelte. Die dritte Zäsur stelle die Neuformierung der Gesellschaft unter den Einflüssen neuer Medientechnologien dar. Die NZZ schließt: „Sie liefert eine grosse, eine ganz grosse Erzählung, die Philosophie, Kultur- und Technikgeschichte, Soziologie, Kognitionswissenschaft und vieles mehr integriert.“ In der Süddeutschen Zeitung schreibt Hans-Martin Lohmann über den Band, dass Bammés "große Erzählung" als gelungenes Exempel dafür gelten könne, "was ein inzwischen aus der Mode gekommener geschichtsmaterialistischer Ansatz auch heute noch zu leisten vermag."

## Publikationen (Auswahl)
- mit Anderen: Maschinen–Menschen Mensch–Maschinen. Grundrisse einer sozialen Beziehung, Rowohlt Taschenbuch, Reinbek 1983.
- Entfesselte Logik. Gotthard Günther: Ein Leben zwischen den Welten, in: Ernst Kotzmann (Herausgeber): Gotthard Günther. Technik, Logik, Technologie, Profil, München/Wien 1994, S. 11–31.
- Science wars. Von der akademischen zur postakademischen Wissenschaft. Campus, Frankfurt am Main/New York 2004, ISBN 978-3-593-37505-2 (Weitere Auflage: Metropolis-Verlag, Marburg 2015, ISBN 978-3-7316-1122-6).
- mit Rolf Fechner, Lars Clausen (Herausgeber): Öffentliche Meinung zwischen neuer Wissenschaft und neuer Religion, Reihe „Tönnies im Gespräch“, Band 3, Profil Verlag, München/Wien 2005, ISBN 978-3-89019-590-2.
- mit Rolf Fechner (Herausgeber): Ferdinand Tönnies Gesamtausgabe, Band 7, 1905-1906. Schiller als Zeitbürger und Politiker. Strafrechtsreform. Philosophische Terminologie in psychologisch-soziologischer Ansicht. Schriften. Rezensionen, Walter de Gruyter, Berlin/New York 2009.
- Gabriel Tarde und die „Gesetze der Nachahmung“, in: „Tönnies-Forum“, Jahrgang 18, 2009, Heft 1, S. 5–28.
- Homo occidentalis. Von der Anschauung zur Bemächtigung der Welt Zäsuren abendländischer Epistemologie, Velbrück Wissenschaft, Weilerswist 2011, ISBN 978-3-942393-03-4.
- Geosoziologie. Gesellschaft neu denken, Metropolis-Verlag, Marburg 2016, ISBN 978-3-7316-1204-9.
- Die Apokalypse denken, um den Ernstfall zu verhindern. Unheilsprophetie von Spengler bis Sloterdijk, Metropolis-Verlag, Marburg 2017, ISBN 978-3-7316-1300-8.
- Ferdinand Tönnies. Eine Einführung, Metropolis-Verlag, Marburg 2018, ISBN 978-3-7316-1373-2.
- Rudolf Goldscheid: Eine Einführung, Metropolis-Verlag, Marburg 2020, ISBN 978-3-7316-1420-3.
- Die vierte Singularität. Perspektiven einer soziologischen Zeitendiagnostik, Metropolis-Verlag, Marburg 2020, ISBN 978-3-7316-1437-1.
- Ferdinand Tönnies und Rudolf Goldscheid. Zur Aktualität frühmoderner Soziologen, Metropolis-Verlag, Marburg 2021, ISBN 978-3-7316-1480-7.
- Gesellschaftstheorie und Erkenntniskritik. Der soziologische Blick und die Episteme der „reinen Vernunft“, Metropolis-Verlag, Marburg 2022, ISBN 978-3-7316-1504-0.
- Die russische Hysterie. Wladimir W. Putin als Symptom, Metropolis-Verlag, Marburg 2023, ISBN 978-3-7316-1539-2.
- Sprache – Technik – Ökonomie. Von der „analogen“ Gemeinschaft zur „digitalen“ Gesellschaft, Metropolis-Verlag, Marburg 2024, ISBN 978-3-7316-1580-4.